# Auf der Elbe schwimmt ein rosa Krokodil
Auf der Elbe schwimmt ein rosa Krokodil ist ein Jazzalbum der Gruppe Synopsis (Zentralquartett), das im Jahr 1974 entstand.

## Hintergrund
1973 formierte sich das Quartett Synopsis, das zuerst beim Jazz Jamboree in Warschau auftrat. Bereits im Frühjahr 1974 hatte die Gruppe die Gelegenheit zu einer ersten Aufnahme: Am 5. und 6. März 1974 wurde im Rundfunk der DDR für das Westberliner Label FMP die LP Auf der Elbe schwimmt ein rosa Krokodil aufgezeichnet; Toningenieur war Siegfried Scholz.

## Das Album
Die Produktion ist „unüberhörbar von einer immensen Spielfreude getragen und von einer gesteigerten Sicherheit im Umgang mit den Kommunikationsformen und Ausdrucksmitteln des Free Jazz.“ Zentrale Komposition ist das titelgebende Stück, das auch in anderen Stücken des Albums, insbesondere Krisis eines Krokodils, zitiert wird und „insofern eine Leitmotiv-Funktion besitzt.“ Beim Stück Auf der Elbe schwimmt ein rosa Krokodil handelt es sich um einen Hymnus, „dessen pathetischer Charakter sich sowohl seiner melodisch-rhythmischen Struktur wie auch seiner Darbietung“ durch Bauer auf der Posaune verdankt; der Charakter wird „jedoch durch Übersteigerung der Darbietungseffekte und durch potenziell destruktive Interventionen“ gebrochen.
Take IV ist eine „Art von freejazzmusikalischem Jägermarsch, der im Gang der Handlung durch das oppositionelle Getrommel von Sommer hoffnungslos aus dem Tritt gebracht wird.“
Ekkehard Jost betont, dass das Album „stilistische Besonderheiten des DDR-Jazz jener Jahre“ demonstriert, und verweist dazu zunächst auf das verwendete Material, insbesondere den Rückgriff auf Volkslieder. Ähnlich wie in Gumperts zuvor entstandener Suite Aus teutschen Landen wird auch hier auf das Lied Tanz mir nicht mit meiner Jungfer Käthen zurückgegriffen, aber auch Kommt ihr G’spielen und Saß ein schneeweiß Vögelein bilden das Themenmaterial gespielter Stücke „wiederum niemals intakt, geschweige denn romantisch verklärt, sondern verfremdet und zersaust“. Teilweise erinnert der Zugang zu diesem Material „wohl einerseits die Beharrlichkeit, mit der auf so elementaren harmonischen Patterns wie IV-I-V-I oder V-I-V-I herumgespielt wird, und andererseits die verwendeten rhythmischen Muster“ an die Kwela-Adaptionen von Chris McGregors Brotherhood of Breath.
Das Album war nur in den Ländern des Westens erhältlich; auf dem Titel ist ein surreales rosa Krokodil der Graphikerin Angelika Margull abgebildet. Ende April 1974 wurde eine weitere LP Synopsis für das Amiga-Label aufgenommen, die nur in der DDR vertrieben wurde. Seit 2008 ist das Album auch als CD erhältlich.

## Titelliste
A 1 Krisis eines Krokodils (Petrowsky/Bauer/Gumpert/Sommer) 16:30

A 2 Zweisam (Petrowsky/Bauer) 3:34

B 1 Auf der Elbe schwimmt ein rosa Krokodil (Sommer) 5:45

B 2 Petting zu ‘Take IV’ (Gumpert) 0:22

B 3 Take IV (Gumpert) 3:42

B 4 Mehr aus teutschen Landen: (Traditional, Arrangements: Gumpert) 6:27
a Saß ein schneeweiß Vögelein
b Tanz mir nicht mit meiner Jungfer Käthen

## Rezensionen
Dirk H. Fröse wies im Jazz Podium nach Erscheinen der LP darauf hin, dass „die Gruppe nicht sehr eingespielt wirkt“. Dennoch seien die Stücke „durch Themenarbeit, Teilarrangements und kluge, erzmusikalische Reaktionen strukturiert“. Die bereits durch frühere DDR-Veröffentlichungen von FMP „geweckten Erwartungen“ würden „von dieser Platte zu einem reichlichen Teil erfüllt.“ Anlässlich der Wiederveröffentlichung schreibt Reiner Kobe 2008 in der gleichen Zeitschrift: „Was heute noch erstaunt und fasziniert an diesen alten Aufnahmen, ist der ungehemmte frische Fluss der Improvisationen, ist das mühelose Spiel dieses Quartetts. ... Im Kollektiv werden höchst kommunikativ Zwiegespräche geführt, die in solistischen Spitzen gipfeln oder orchestral getragen werden. Im letzten Stück ‚Mehr aus teutschen Landen‘ wird im Rückgriff auf deutsche Volkslieder das unverkennbare Markenzeichen des DDR-Jazz formuliert.“
Bert Noglik stellt in den Liner Notes der Wiederveröffentlichung erklärend fest: „Ost-Berlin 1974. Keine ironische Distanz, sondern Identifikation mit dieser musikalisch-kulturell-politisch seltsamen Lage im Hier und Jetzt. Selbstfindung in einer Zerreißprobe.“ Damit kennzeichnet er für den Rezensenten Roland Spiegel (Bayerischer Rundfunk) „treffend eine Musik, die viel reicher an Dimensionen ist, als sie oberflächlich erscheinen mag.“ In der Jazzzeitung schreibt Hans-Jürgen von Osterhausen: „Große Virtuosität, die das Spiel von Konrad Bauer, Ernst-Ludwig Petrowsky, Ulrich Gumpert und Günter Sommer bis heute auszeichnet, macht alles möglich wie auch hymnenartige Ausbrüche, ganz im scheinbaren Gegensatz zu dem dadaistischen Anstrich, der sich schon in den Titeln ‚Krisis eines Krokodils‘ oder dem Titelstück ‚Auf der Elbe schwimmt ein rosa Krokodil‘ ausdrückt.“
Andy Hamilton bespricht die Wiederveröffentlichung für The Wire und stellt fest, dass die Musik reich, faszinierend und „unglaublich frei“ sei, auch wenn sie weniger groove-basiert als spätere Alben der Gruppe sei. Rigobert Dittmann feiert das Album in Bad Alchemy: „Synopsis war ganz nah dran, zu beweisen, dass sich mit teutschen Landen nicht nur Unheil und Unkultur verbinden, sondern auch gute Gründe, in Hymnen und Gelächter zu schwelgen. Zu furios zwar für wahre Feierlichkeit und zu frisch für abgehangene Folklore.“ Er sieht eine Analogie zum „Teutsch“ in Der abenteuerliche Simplicissimus; für ihn „war das rosarote Krokodil ACID Teutsch und ist es geblieben.“ Der All Music Guide hat das Album mit dreieinhalb (von 5 möglichen) Sternen bewertet.